# Amanda Stepto
Amanda Stepto, född 31 juli 1970 i Montreal, Quebec, är en kanadensisk skådespelare. Hon är känd för rollen som Christine "Spike" Nelson i Degrassi Junior High, Degrassi High, Degrassi High: Nu börjar livet och Degrassi: The Next Generation.

## Filmografi i urval
| År        | Filmtitel                      | Roll                     |
| --------- | ------------------------------ | ------------------------ |
| 1987–1989 | Degrassi Junior High           | Christine "Spike" Nelson |
| 1989–1991 | Degrassi High                  | Christine "Spike" Nelson |
| 1992      | Degrassi High: Nu börjar livet | Christine "Spike" Nelson |
| 2001–2009 | Degrassi: The Next Generation  | Christine "Spike" Nelson |

### Webbkällor
- Amanda Stepto på Internet Movie Database (engelska)